# DO-X-Post

Stempel der DO-X-Post zum 30. Januar 1931

Die DO-X-Post ist eines der bekanntesten Gebiete der deutschen Aerophilatelie. Unter diesem Begriff werden Postsendungen zusammengefasst, die in den 1930er-Jahren mit dem Flugschiff Dornier Do X transportiert wurden. Die Postsendungen wurden über eine eigens eingerichtete Posthilfsstelle Flugschiff Do X abgefertigt und tragen für Sammler attraktive Spezialstempel. Von den einzelnen Flügen beziehungsweise Etappen gibt es DO-X-Post mit Bestätigungsstempel, Bordstempel und Abwurfpost.
Einige Postverwaltungen verausgabten anlässlich des Do-X-Besuches eigene Briefmarken. Suriname gab sieben Sondermarken mit dem Aufdruck Vlucht / DO-X / 1931 heraus. Von der Postverwaltung Neufundland gab es eine Briefmarke für den Rückflug mit dem Aufdruck TRANSATLANTIK / WEST TO EAST / Per Dornier / DO-X / May 1932 / One Dollar and Fifty Cents, welche auf Grund ihrer niedrigen Auflage zu einer Rarität geworden ist.

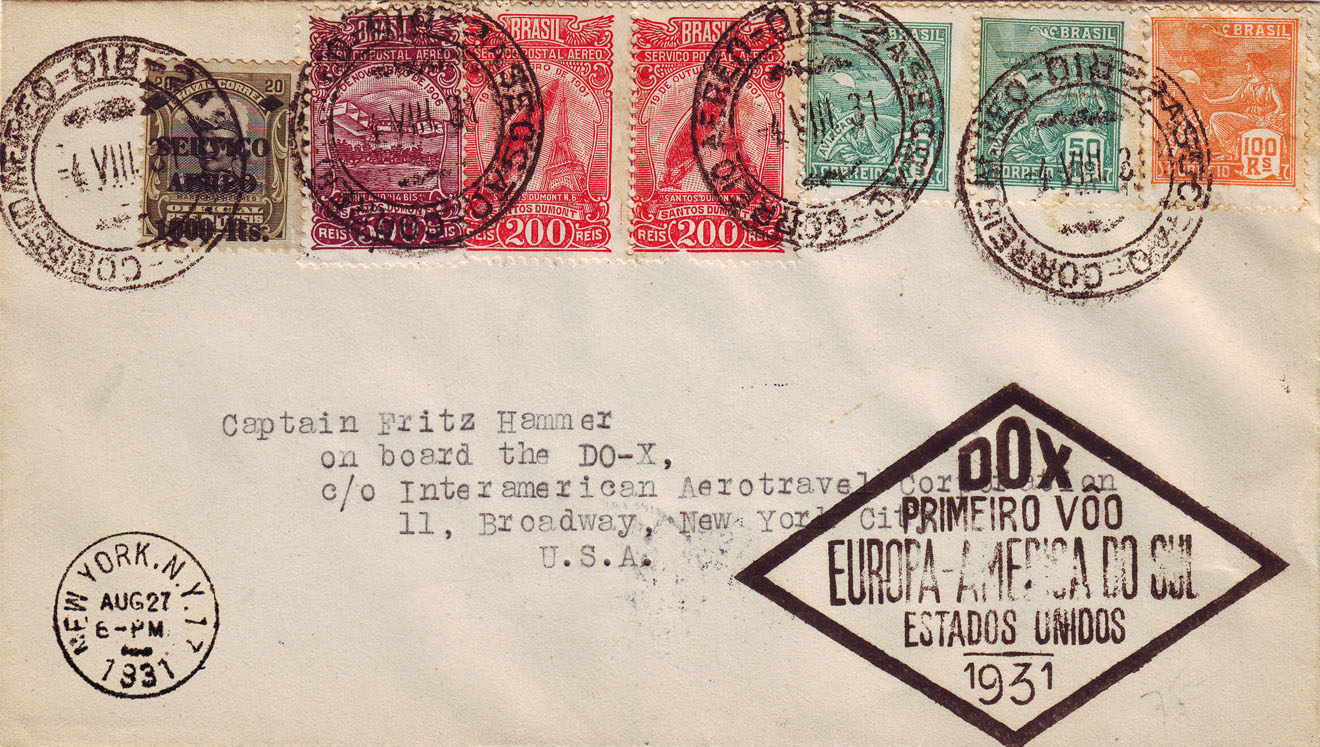
Brief, der mit der Do X vom 5. bis 27. August 1931 von Rio de Janeiro nach New York befördert wurde.